# سان مارتن (سان سلفادور)
سان مارتن (بالإسبانية: San Martín)‏ هي بلدية في مقاطعة سان سلفادور في السلفادور. وفقًا لتعداد السكان والمساكن لعام 2007، يبلغ عدد سكانها 72758 نسمة.